# گراویتی (شخصیت کامیک)
گراویتی یا جاذبه یک شخصیت خیالی و یک ابرقهرمان است که در کتاب‌های کمیک آمریکایی منتشر شده توسط مارول کامیکس ظاهر می‌شود. این شخصیت توسط شان مک‌کیور و مایک نورتون خلق شده‌است که تصمیم داشتند شخصیت خیالی خود را با اقتباس از جوانی شخصیت مرد عنکبوتی که از دهه ۸۰ با آن بزرگ شده بودند را خلق کنند.

## تاریخچه انتشار
جاذبه برای اولین بار توسط شان مک‌کیور و مایک نورتون خلق و در جلد اول کتاب جاذبه (اوت ۲۰۰۵) ظاهر شد.
اولین ظهور جاذبه در سری محدود کتاب‌های مخصوص خودش، شماره‌های ۱ تا ۵ جاذبه بود. این مجموعه بعداً به عنوان یک رمان گرافیکی خلاصه شده که جزئی از مجموعه مارول نکست با هدف جلب رضایت خوانندگان جوان‌تر بود، منتشر شد. در همان سال جاذبه در کتاب ویژه تعطیلات مارول (۲۰۰۵) در نقشی جزئی ظاهر شد.
این شخصیت همچنین در شماره ٬۵۴۵ ۵۴۶ و ۵۵۰ از سری چهار شگفت‌انگیز (۲۰۰۷) و شماره ۲۷ از سری داستان‌های پلنگ سیاه حضور داشته‌است.
از دیگر نقش‌های جزئی این شخصیت می‌توان به حضور در شماره ۵۵۶ و ۵۶۳ سری چهار شگفت‌انگیز (۲۰۰۸ و ۲۰۰۹)، شماره ٬۱۷ ۱۹ و۲۵ انتقام‌جویان: ابتکار (۲۰۰۸ و ۲۰۰۹)، شماره ۱ از سری ویژه انتقام‌جویان: ابتکار (۲۰۰۹) و شماره ۱۳ آکادمی انتقام‌جویان (۲۰۱۱) اشاره کرد.

## زندگی‌نامه تخیلی شخصیت
گرگ ویلیس در شهر شیبویگان ایالت ویسکانسین آمریکا زاده و بزرگ شد. در طول تابستان پس از فارغ‌التحصیلی‌اش از دبیرستان، هنگامی که در حال سفر با قایق خانواده‌اش بود، به داخل سیاه چاله اسرارآمیزی مکیده شد. او چند ساعت بعد بدون اینکه صدمه‌ای دیده باشد در کنار خانواده‌اش پیدا شد. پس از این اتفاق، گرگ متوجه شد که می‌تواند نیروی جاذبه را در اطراف بدن خود و اجسام پیرامونش کنترل کند. برای بهره بردن از توانایی‌های جدیدش، گرگ به نیویورک نقل مکان کرد تا به بهانه تحصیل در رشته تجارت در دانشگاه نیویورک، با نام مستعار جاذبه، به عضویت جامعه ابرقهرمانان درآید.
هنگامی که او برای اولین بار به گردش در شهر رفته بود، با درگیری میان خشم و مرگ سیاه روبرو شد. متأسفانه جاذبه به اشتباه خشم را به عنوان تبهکار در نظر گرفته و اجازه داد تا مرگ سیاه فرار کند. زمانی که او به مرور متوجه می‌شد که زندگی به عنوان یک ابرقهرمان سخت‌تر از آن است که فکر می‌کرد، اعتماد به نفسش کم‌کم کاهش می‌یافت. اما از زمانی که یک پیرزن نحیف را نجات داد، و پس از آن نیز با دوستان جدیدی با نام‌های لارن، سینگ و فراگ آشنا شد، کم‌کم اعتماد به‌نفس خود را بدست آورد. مبارزات بعدی او پربارتر از آب درآمدند و او توانست کسانی چون کرگدن، شوکر و گردباد را شکست دهد. با این حال جاذبه توجه مرگ سیاه را بسیار جلب کرده بود، تا جایی که بارها تلاش کرد تا این قهرمان جدید را تحقیر کند. پس از این مرگ سیاه خود را به شکل قهرمانی به نام نگهبان گرینویچ (شخصیت مرگ سیاه قبل از اینکه به یک ابرتبهکار تبدیل شود) درآورد تا بیشتر اعتماد به نفس جاذبه را بشکند و از او در نقشه‌اش برای نابود کردن دانشگاه استفاده کند. اما اراده جاذبه برای شکست دادن مرگ سیاه بسیار قوی بود و در نهایت تصمیم به مبارزه با او گرفت و او را شکست داد. پس از مبارزه، جاذبه مورد تحسین مرد عنکبوتی قرار گرفت و اعتماد به نفس بیشتری پیدا کرد. در پایان او با احساس پذیرفتگی که پیدا کرده بود، با دوست خود لارن رابطه عاشقانه‌ای را شروع کرد و به زندگی خود به عنوان یک ابرقهرمان ادامه داد. مدتی بعد جاذبه شخصیت دوم خود را برای لارن برملا کرد.

## قدرت‌ها و توانایی‌ها
پس از کشیده شدن به درون یک سیاه چاله رمزآلود، جاذبه توانایی کنترل و استفاده از نیروی ذرات گراویتون از راه‌های مختلف را بدست آورد. او می‌تواند تأثیر گرانش بر خود را کمتر کند و در نتیجه پرواز کند. او همچنین می‌تواند جاذبه اجسام اطراف خود را نیز کاهش دهد، این قابلیت به او اجازه می‌دهد قدرت ماورایی را شبیه‌سازی کرده و اجسام را به سمت خود جذب یا از خود دفع کند.